# Lalu Muhammad Zohri
Lalu Muhammad Zohri (* 1. Juli 2000 in Lombok Utara) ist ein indonesischer Sprinter, der sich auf den 100-Meter-Lauf spezialisiert hat. Er ist momentaner Inhaber des Landesrekords über 100 Meter.

## Sportliche Laufbahn
Erste internationale Erfahrungen sammelte Lalu Muhammad Zohri bei den Juniorenasienmeisterschaften 2018 in Gifu, bei denen er in 10,27 s die Goldmedaille über 100 Meter gewann und sich damit für die U20-Weltmeisterschaften in Tampere qualifizierte, bei denen er in 10,18 s ebenfalls Gold gewann und damit die erste Medaille für Indonesien überhaupt gewann. Ende August nahm er erstmals an den Asienspielen in Jakarta teil und belegte dort in 10,20 s den siebten Platz. Zudem gewann er mit der indonesischen 4-mal-100-Meter-Staffel in 38,77 s die Silbermedaille hinter dem Team aus Japan. Im Jahr darauf gewann er bei den Asienmeisterschaften in Doha mit neuem Landesrekord von 10,13 s die Silbermedaille hinter dem Japaner Yoshihide Kiryū. Anschließend schied er bei den World Relays in Yokohama mit 39,39 s in der Vorrunde aus. Zudem qualifizierte er sich über 100 Meter für die Weltmeisterschaften in Doha, bei denen er mit 10,36 s im Vorlauf ausschied. 2021 qualifizierte er sich über die Weltrangliste über 100 Meter für die Olympischen Sommerspiele in Tokio und schied dort mit 10,26 s in der Vorrunde aus.
2022 startete er im 60-Meter-Lauf bei den Hallenweltmeisterschaften und erreichte dort das Halbfinale, in dem er nicht mehr an den Start ging. Im Mai belegte er dann bei den Südostasienspielen in Hanoi in 10,59 s den vierten Platz über 100 Meter und wurde auch mit der Staffel in 39,65 s Vierter. Anschließend schied er bei den Weltmeisterschaften in Eugene mit 10,42 s in der ersten Runde aus. Im Jahr darauf gewann er bei den Südostasienspielen in Phnom Penh in 21,02 s die Bronzemedaille über 200 Meter hinter dem Thailänder Soraoat Dapbang und Ngần Ngọc Nghĩa aus Vietnam über 100 Meter verzichtete er im Finale auf ein Antreten. Zudem siegte er in 39,11 s mit der Staffel. Im Oktober belegte er bei den Asienspielen in Hangzhou in 10,16 s den sechsten Platz über 100 Meter und gelangte mit der Staffel mit 39,25 s auf Rang fünf. 2024 schied er bei den Olympischen Sommerspielen in Paris mit 10,26 s in der ersten Runde über 100 Meter aus. Im Jahr darauf erreichte er bei den Asienmeisterschaften in Gumi das Semifinale über 100 Meter, in dem er jedoch nicht mehr an den Start ging.
2022 wurde Zohri indonesischer Meister im 100-Meter-Lauf.

## Persönliche Bestzeiten
- 100 Meter: 10,03 s (+1,7 m/s), 19. Mai 2019 in Osaka (indonesischer Rekord, U20-Asienrekord)
  - 60 Meter (Halle): 6,58 s, 19. März 2022 in Belgrad (indonesischer Rekord)
- 200 Meter: 20,81 s (+0,7 m/s), 4. August 2019 in Cibinong (indonesischer U20-Rekord)